# Chevalley (Alger)
 (février 2020).
Si vous disposez d'ouvrages ou d'articles de référence ou si vous connaissez des sites web de qualité traitant du thème abordé ici, merci de compléter l'article en donnant les références utiles à sa vérifiabilité et en les liant à la section « Notes et références ».
Pour les articles homonymes, voir Chevalley.
Chevalley est un quartier d'Alger.

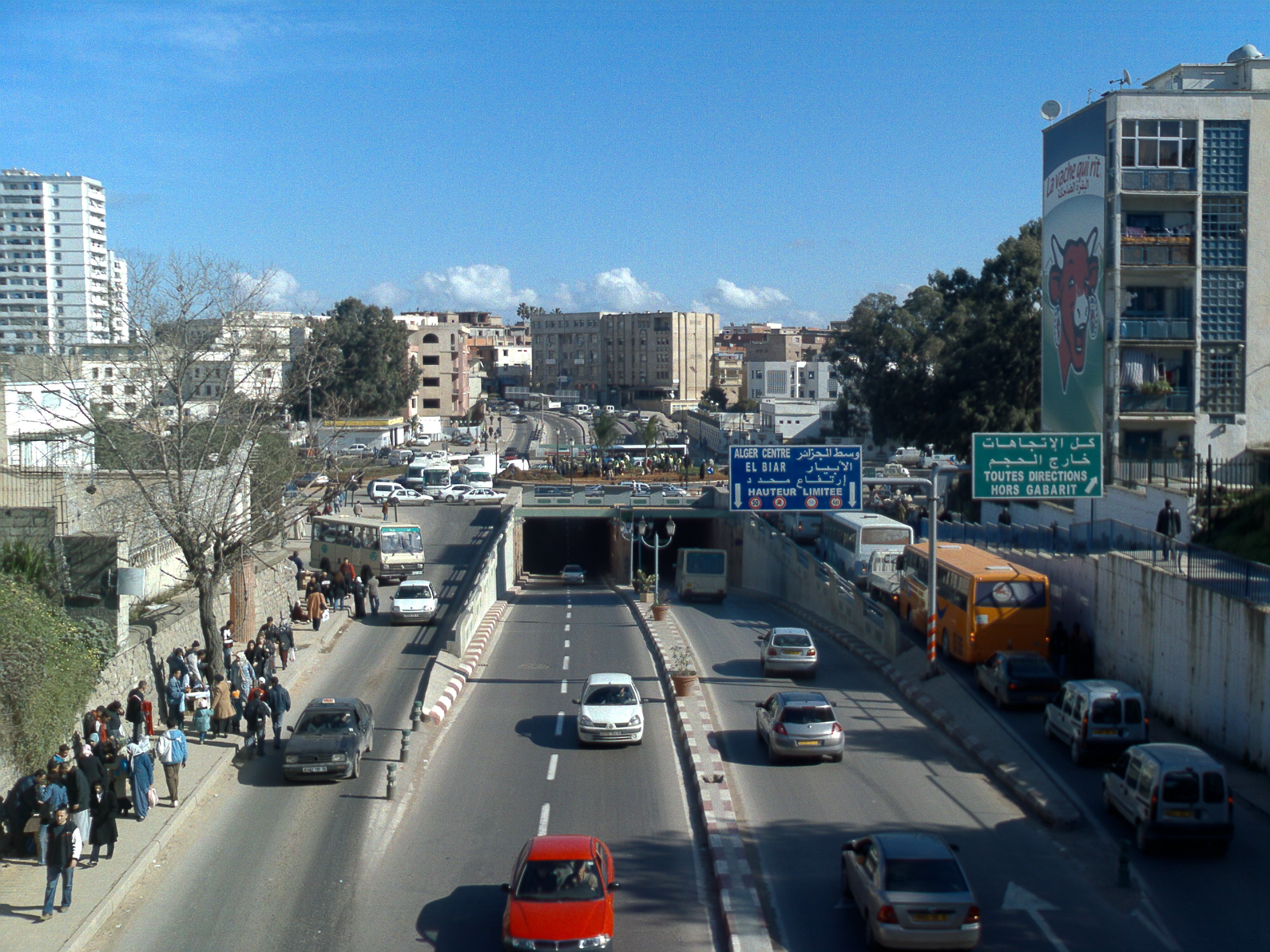
Le grand carrefour de Chevalley dans la banlieue d'Alger

 Chevalley qui tend à devenir un quartier à part d’Alger, plus précisément des hauteurs d’Alger, est en fait un carrefour aux confins de quatre communes d’Alger : Dely Ibrahim, El Biar, Bouzaréah et Ben Aknoun.

## Histoire
Le carrefour a été l’un des théâtres des émeutes d’octobre 1988 et de 1991 (à la suite de l'arrêt du processus électoral qui allait voir la victoire du parti islamiste, le Front islamique du salut).
Une imposante mosquée (Dar El Arkam) a été construite entre les cités Armaf et CNS.
Le carrefour jusqu’en 2005 (février) était traversé par un pont métallique, qui a été remplacé par une trémie, qui d’ouest en est, joint Dely –Ibrahim à El Biar et du sud au nord la rocade « Sud » à celle de Frais Vallon qui mène vers Bab El Oued.
La rocade de Frais Vallon, qui commence à Chevalley qui en est le sommet, se transforma pendant les inondations de novembre 2001 (plus connues sous le nom des « inondations de Bab El Oued » qui ont causé des milliers de morts et de disparus) en un immense torrent d’eau et de boue emportant notamment des véhicules sur son passage.    
Vu, sa position singulière, il se situe sur les hauteurs de Bab El Oued (les habitants de ce quartier le considèrent à tort comme un quartier résidentiel), en contrebas de Bouzaréah et longe Ben Aknoun, Chevalley commence à prendre de l’importance en tant que quartier à visiter. 
Le rond-point situé au milieu du Carrefour est un espace vert.